# Tempel van Quirinus
De Tempel van Quirinus (Latijn:Aedes Quirini) was een tempel gewijd aan de god Quirinus in het oude Rome.

## Geschiedenis
De tempel stond op een van de zeven heuvels van Rome, de Quirinaal, en was een van de oudste tempels van de stad. Volgens de overlevering werd het eerste heiligdom in de 6e eeuw v.Chr. gebouwd, nadat Romulus in een visioen was verschenen aan Julius Proculus, die daarin de opdracht kreeg een schrijn voor de stichter van de stad in de verschijning van de god Quirinus te bouwen.
De oudst bekende tempel op deze plaats werd in 293 v.Chr. gebouwd door de consul Lucius Papirius Cursor. Hij kwam daarmee de belofte na van zijn vader Lucius Papirius Cursor, die als dictator tijdens een grote veldslag de tempel aan Quirinus had beloofd indien die hem de overwinning zou bezorgen. Nadat deze tempel reeds in 206 v.Chr. door de bliksem was getroffen geworden, brandde hij in 49 v.Chr. gedeeltelijk af. In 16 v.Chr. gaf Augustus Quirinus een nieuwe tempel.

## Het gebouw
Na de herbouw van Augustus was het een van de grootste tempels van de stad. De tempel was een dipterostype in de Dorische orde met acht zuilen aan de voorkant (octastyle). De tempel was waarschijnlijk aan alle zijden omsloten door een porticus. Lucius Papirius Cursor liet op het terrein voor de tempel de eerste zonnewijzer van Rome bouwen. In 45 v.Chr. plaatste de senaat in de tempel een standbeeld van de dictator Gaius Julius Caesar. Voor de tempel groeiden twee mirtebomen waarvan er een bekendstond als patricisch en de andere als plebejisch. De patricische boom was altijd groter tot de bondgenotenoorlog aan het begin van de 1e eeuw v.Chr., toen deze wegkwijnde terwijl de plebejische boom tot bloei kwam.
De tempel stond op de Quirinaal ten noordwesten van de straat Alta Semita, vlak bij de Porta Quirinalis van de Republikeinse stadsmuur. In de tuinen van het Palazzo del Quirinale is een inscriptie gevonden die de locatie bevestigt. De tempel bestond zeker tot in de 4e eeuw n.Chr., maar is in de eeuwen daarna verdwenen. De laatste restanten zijn mogelijk verdwenen toen Paus Urbanus VIII het terrein liet egaliseren voor de aanleg van zijn tuinen.

## Sacellum Quirini
In de buurt van de tempel stond ook nog een kleine schrijn die gewijd was aan Quirinus. Dit was het sacellum Quirini. De Porta Quirinalis ontleende daaraan zijn naam, maar het is ook mogelijk dat de naam van deze stadspoort gewoon afkomstig was van de grote tempel.